# Pierre Laffitte
Pierre Laffitte (Béguey, Gironde, 1823-1903) foi um filósofo francês, discípulo de Auguste Comte e seguidor da Religião da Humanidade e, portanto, do Positivismo. Tendo sido o mais próximo dos discípulos de Comte ao longo de toda sua vida, tornou-se um de seus 13 executores-testamenteiros - aliás, foi o presidente desse grupo - e foi o responsável pela reunião e manutenção em mãos de positivistas da casa, da biblioteca e dos originais dos escritos de Augusto Comte, no que se tornaria, no século XX, o Museu Casa de Augusto Comte.
Em virtude de ter privado da intimidade de Comte e por ser um professor de grande talento, além de ser militante republicano, granjeou com o passar dos anos grande autoridade moral. Ao longo da década de 1860 (isto é, na segunda metade do II Império) aproximou-se dele Jules Ferry, com o resultado de levar ao Positivismo esse futuro Presidente da República francesa.
Inicialmente professor de Matemática, sua adesão ao positivismo levou-o a ampliar seus conhecimentos e a possuir uma erudição enciclopédica e humanista. Assim,  a partir da década de 1860 e até o fim de sua vida, proferiu cursos populares e gratuitos sobre as mais variadas questões: Epistemologia, História Geral, ciências, Sociologia, Filosofia Moral etc. Diversos desses cursos foram anotados por seus alunos, discípulos e colegas e, depois, foram publicados na forma de livros, em que se unem a beleza estilística, o rigor teórico e a capacidade didática.
Em 1892, ingressou no prestigioso Collège de France, na cátedra de "História Geral das Ciências", posição que ocupou até sua morte, em 1903. É importante notar que essa cátedra foi, além de um reconhecimento da Universidade e da III República francesas a Laffitte, também um reconhecimento à importância filosófica, social e política do Positivismo, recuperando a proposta originalmente feita por Augusto Comte ao Ministro da Educação da França, François Guizot em 1832.
Embora suas obras sejam atualmente raras, recentemente foi republicada a tradução para o inglês do seu livro De la morale positive, com o título The Positive Science Of Morals.

## Principais obras
- Leçons de cosmographie (1853)
- Cours philosophique sur l’histoire générale de l’humanité (1859)
- Considérations générales sur l’ensemble de la civilisation chinoise (1861)
- Les Grands types de l’humanité (vários volumes, 1874-1900)
- De la morale positive (1880)
- Le “Faust” de Goethe (1899)